# Joanna Jet
Joanna Jet (Londres, 18 de diciembre de 1961) es una actriz pornográfica transexual, modelo y directora británica. Es miembro del Salón de la Fama de la AVN desde 2015.

## Biografía
Joanna Jet nació y creció en Londres (Reino Unido). Su primera incursión en la industria del cine para adultos fue en el 2000, cuando protagonizó las películas Transsexual Beauty Queens 15 y Shemales at the Hard Rock Cafe, producidas por Androgeny Productions. Al año siguiente inició un proceso de hormonización para feminizar sus rasgos, al tiempo que empezaba a protagonizar más películas de transexuales para Androgeny, Evil Angel, Devil's Film y Anabolic. 
Jet desarrolló una productora llamada Altered States Productions con base en California. Pero diversos problemas con su visado en Inmigración la llevaron a mudar toda la empresa de vuelta a Reino Unido, donde ya asentada desarrolló una serie de vídeos para Play Boy TV, entre las que destaca Tranny and Susanna, la primera película de porno blando emitida por cable y que fue nominada a un premio AVN en 2009. Solucionados los problemas de inmigración, Joanna Jet regresó a Estados Unidos en 2011, donde actualmente sigue trabajando como directora.
Joanna Jet ha rodado más de 180 películas como actriz y dirigido más de 80 como directora. Entró en el Salón de la Fama de la AVN en 2015.
Además de su faceta como actriz y directora porno, Jet ha destacado por la defensa y la incursión del colectivo de transexuales en la industria del cine pornográfico.

## Premios y nominaciones
| Año  | Ceremonia                       | Resultado | Premio                                     | Trabajo                     |
| ---- | ------------------------------- | --------- | ------------------------------------------ | --------------------------- |
| 2004 | Premios AVN                     | Nominada  | Artista transexual del año                 | —                           |
| 2005 | Premios AVN                     | Nominada  | Artista transexual del año                 | —                           |
| 2006 | Premios AVN                     | Nominada  | Artista transexual del año                 | —                           |
| 2006 | Premios UKAFTA                  | Ganadora  | Mejor actriz transexual                    | —                           |
| 2007 | Premios AVN                     | Nominada  | Artista transexual del año                 | —                           |
| 2007 | Premios UKAFTA                  | Ganadora  | Mejor actriz transexual                    | —                           |
| 2007 | Premios UKAFTA                  | Ganadora  | Mejor película transexual                  | —                           |
| 2008 | Premios AVN                     | Nominada  | Artista transexual del año                 | —                           |
| 2008 | Premios UKAFTA                  | Ganadora  | Mejor actriz transexual                    | —                           |
| 2010 | Premios AVN                     | Nominada  | Artista transexual del año                 | —                           |
| 2011 | Tranny Awards                   | Nominada  | Mejor actriz hardcore                      | —                           |
| 2011 | Tranny Awards                   | Nominada  | Mejor actuación hardcore                   | —                           |
| 2012 | Premios AVN                     | Nominada  | Artista transexual del año                 | —                           |
| 2012 | Tranny Awards                   | Nominada  | Mejor modelo hardcore                      | —                           |
| 2012 | Premios XBIZ                    | Nominada  | Artista transexual del año                 | —                           |
| 2013 | Premios AVN                     | Nominada  | Artista transexual del año                 | —                           |
| 2013 | Tranny Awards                   | Nominada  | Mejor actriz hardcore                      | —                           |
| 2013 | Tranny Awards                   | Nominada  | Mejor actuación en solitario en portal web | —                           |
| 2014 | Premios XBIZ                    | Nominada  | Artista transexual del año                 | —                           |
| 2015 | Premios AVN                     | Ganadora  | Entra en el Salón de la Fama               | —                           |
| 2015 | Transgender Erotica Awards Show | Nominado  | Mejor actuación en solitario               | —                           |
| 2015 | Transgender Erotica Awards Show | Nominado  | Mejor actuación en solitario en sitio web  | —                           |
| 2017 | Premios AVN                     | Nominada  | Premio fan: Artista transexual favorita    | —                           |
| 2019 | Premios AVN                     | Nominada  | Mejor escena de sexo transexual            | Joanna Jet the Trans MILF 9 |
| 2019 | Premios AVN                     | Nominada  | Premio fan: Mejor artista transexual       | —                           |